# Lepanthes elaminata
Lepanthes elaminata är en orkidéart som beskrevs av Carlyle August Luer och Alexander Charles Hirtz. Lepanthes elaminata ingår i släktet Lepanthes och familjen orkidéer. Inga underarter finns listade i Catalogue of Life.